# Municipio de Butler (condado de Schuylkill)
El municipio de Butler (en inglés: Butler Township) es un municipio ubicado en el condado de Schuylkill en el estado estadounidense de Pensilvania. En el año 2000 tenía una población de 3.588 habitantes y una densidad poblacional de 53 personas por km².

## Geografía
El municipio de Butler se encuentra ubicado en las coordenadas 40°46′00″N 76°22′30″O / 40.76667, -76.37500.

## Demografía
Según la Oficina del Censo en 2000 los ingresos medios por hogar en la localidad eran de $39,375 y los ingresos medios por familia eran $48,886. Los hombres tenían unos ingresos medios de $34,259 frente a los $21,806 para las mujeres. La renta per cápita para la localidad era de $19,723. Alrededor del 5,2% de la población estaban por debajo del umbral de pobreza.